# Vera Caspary
Vera Louise Caspary (Chicago, 13 novembre 1899 – New York, 13 giugno 1987) è stata una scrittrice, sceneggiatrice e commediografa statunitense.

## Biografia
Nata a Chicago da Paul Caspary e Julia Cohen, dopo diversi anni dai suoi tre fratelli maggiori, ebbe un'infanzia dorata, ma poi lasciò la scuola a soli 18 anni in cerca di un'occupazione che le consentisse non solo di mantenersi, ma anche di scrivere, e iniziò a lavorare come stenografa e, quindi, come copywriter presso un'agenzia pubblicitaria.
Nel 1924, dopo la morte del padre, si trasferì con la madre a New York, dove diventò direttrice della rivista The Dance Lovers. Nel 1929 diede alle stampe i suoi due primi romanzi, Ladies and Gents e The White Girl. Quest'ultimo ottenne recensioni più che lusinghiere. Si dedicò anche a opere teatrali e sceneggiature per numerosi film a tema criminale, collaborando con Samuel Badisch Ornitz (1890-1957), amico sceneggiatore che viveva non lontano da lei nel Greenwich Village.
Nel campo dei gialli, Vera Caspary ottenne la fama nel 1943 con il romanzo Laura in cui un ispettore di polizia si innamora di una presunta vittima. Del romanzo fu prodotta una trasposizione cinematografica nel 1944 (in italiano dal titolo Vertigine), con la regia di Otto Preminger, così come un adattamento teatrale nel 1947. Altro romanzo di successo fu Bedelia, scritto due anni dopo.
Sposò il produttore cinematografico austriaco Isidor "Igee" Goldsmith (1893-1964), con il quale visitò la Russia e viaggiò spesso tra Hollywood e l'Europa. Dopo la morte del marito, nel 1964, visse il resto della propria vita a New York, dove morì nel 1987, lasciando oltre una ventina di romanzi, una decina circa di sceneggiature e alcune opere teatrali.

## Opere

### Romanzi
- A Manual of Classic Dancing (1922, con lo pseudonimo Sergei Marinoff)
- Ladies and Gents (1929)
- The White Girl (1929)
- Music in the Street (1930)
- Thicker than Water (1932)
- Laura (1943), trad. Maria Gallone, Laura, Milano, Mondadori, 1948; trad. Luciana Crepax, prefazione di Claudio G. Fava, ivi, 1977; trad. Michaela Ghersi, Milano, Interno giallo, 1991; Milano, Polillo, 2009; Milano, Corriere della Sera, 2013[1]
- Bedelia (1945), trad. di Alessandro Gallone, Bedelia, Milano, Mondadori, 1948[1]
- Stranger Than Truth (1946), trad. di Dario Paccino, L'altra felicità, Milano, Mondadori, 1951[1]
- The Lady in Mink (1946), trad. di Maria Martone Napolitano, La signora in visone, Milano, Garzanti, 1954[1]
- The Murder in the Stork Club (1946)
- The Weeping and The Laughter (1950)
- Thelma (1952)
- False Face (1954)
- The Husband (W.H. Allen, 1957) con sovracopertina di George Adamson
- Evvie (1960)
- Bachelor in Paradise (1961)
- A Chosen Sparrow (1964)
- The Man Who Loved His Wife (1966)
- The Husband (1967)
- The Rosecrest Cell (1967)
- Final Portrait (1971)
- Ruth (1972)
- Dreamers (1975)
- Elizabeth X (1978)
- The Secrets of Grown-Ups (1979)
- The Secret of Elizabeth (1979), trad. ll segreto di Elizabeth, Milano, Mondadori, 1980[1]

### Commedie
- Blind Mice (1930, adattamento in collaborazione con Winifred Lenihan)
- Geraniums in My Window. A Comedy in Three Acts (1934, adattamento in collaborazione con Samuel Ornitz)
- June 13; a Mystery-Drama in Three Acts (1940, adattamento in collaborazione con Frank Vreeland)
- Wedding in Paris (1956, adattamento in collaborazione con Sonny Miller)
- Laura (1947, adattamento in collaborazione con George Sklar)

### Filmografia
- Working Girls - regia di Dorothy Arzner, adattamento dall'opera teatrale omonima, (1931)
- The Night of June 13 - regia di Stephen Roberts, adattamento dal racconto Suburbs (1932)
- Private Scandal - regia di Ralph Murphy, dal racconto In Conference (1934)
- Such Women Are Dangerous - regia di James Flood, dal racconto Odd Thursday (1934)
- I'll Love You Always - regia di Leo Bulgakov, sceneggiatura (1935)
- Hooray for Love - regia di Walter Lang, collaborazione alla sceneggiatura non accreditata nei titoli (1935)
- Un colpo di fortuna (Easy Living) - regia di Mitchell Leisen, soggetto (1937)
- Scandal Street - regia di James P. Hogan, dal racconto Suburb (1938)
- Servizio di lusso (Service de Luxe) - regia di Rowland V. Lee, soggetto (1938)
- Sing, Dance, Plenty Hot - regia di Lew Landers, soggetto (1940)
- La riva dei peccatori (Lady from Louisiana) - regia di Bernard Vorhaus, sceneggiatura (1941)
- Lady Bodyguard - regia di William Clemens, soggetto (1943)
- Vertigine (Laura) - regia di Otto Preminger, adattamento dal romanzo (1944)
- La vita è nostra (Claudia and David) - regia di Walter Lang - adattamento dal romanzo (1946)
- Bedelia - regia di Lance Comfort, adattamento dal romanzo (1946)
- Fulmini a ciel sereno (Out of the Blue) - regia di Leigh Jason, sceneggiatura (1947)
- Lettera a tre mogli (A Letter to Three Wives) - regia di Joseph L. Mankiewicz - adattamento (1949)
- Three Husbands - regia di Irving Reis, sceneggiatura (1950)
- La conquistatrice (I Can Get It for You Wholesale) - regia di Michael Gordon, adattamento (1951)
- Gardenia blu (The Blue Gardenia) - regia di Fritz Lang, soggetto (1953)
- Tre ragazze di Broadway (Give a Girl a Break) - regia di Stanley Donen, soggetto (1953)
- Les Girls - regia di George Cukor - soggetto (1957)
- Uno scapolo in paradiso (Bachelor in Paradise), regia di Jack Arnold - soggetto (1961)